# Gemeine Eibe (Berlin-Lichtenberg)
Die Gemeine Eibe ist ein Naturdenkmal im Berliner Ortsteil Lichtenberg des Bezirks Lichtenberg.

## Beschreibung
Die Gemeine Eibe steht im Gutspark Lichtenberg an der Möllendorffstraße 34–42 und ist ca. 300 bis 400 Jahre alt. Sie hat eine Gesamthöhe von ca. zehn Metern und einen Kronendurchmesser von rund acht Metern. Am Baum sind keine Schäden zu erkennen. Sie wächst besonders gut auf humosem oder lehmigem Boden und bildet im Laufe der Jahre ein weitverzweigtes Wurzelsystem aus.